# بني بحر (بركين)
بني بحر هي إحدى مشيخات المملكة المغربية، تتبع جغرافيا لإقليم جرسيف وإداريًا لبركين. يقدر عدد سكانها بـ 2905 نسمة حسب الإحصاء الرسمي للسكان والسكنى لسنة 2004.